# Néfopam
Le néfopam est un antalgique non opioïde, utilisé pour le traitement des douleurs d'intensité modérée à sévère, essentiellement en milieu hospitalier. Il est commercialisé sous le nom d'Acupan en injectable et commercialisé par le laboratoire Panpharma en comprimé.

## Pharmacodynamie
Le néfopam fait partie de la classe des benzoxazocines. Sa structure chimique s’apparente à celle de la diphénhydramine (un antihistaminique H1).

## Risques et efficacité
Wikipédia ne donne pas d'avis médical : seul un professionnel (médecin, pharmacien, etc.) est habilité à le faire.
Ce médicament bénéficie d'une autorisation de mise sur le marché en France depuis 1980. Il n'est pas commercialisé aux États-Unis, ni en Allemagne.
Selon la fiche de synthèse réalisée en 2014 par la revue indépendante Prescrire, Acupan/Nefopam n'a pas d'efficacité prouvée supérieure à celle d'un anti-inflammatoire non stéroïdien (AINS) tel que le flurbiprofène,  le diclofénac ou l’aspirine et a des effets indésirables qui peuvent être graves même aux doses recommandées. Le résumé de la fiche Prescrire de ce médicament indique : « Les effets indésirables du néfopam sont mieux connus et établis que son efficacité ».
Selon l'ANSM, « en raison de ses effets anticholinergiques, le traitement par NEFOPAM MYLAN 20 mg/2 ml est déconseillé chez le sujet âgé ».
Par ailleurs, la Haute autorité de santé (HAS), dans sa fiche sur le médicament, s'inquiète de son utilisation fréquente par voie orale, ce qui ne correspond pas à l'autorisation de mise sur le marché : « Un mésusage de la spécialité injectable utilisée par voie orale (hors AMM), très fréquent et ayant commencé en 2002 a aussi été signalé ».
En 2024, le laboratoire Panpharma commercialise la spécialité Nefopam 30mg en comprimé pour pallier le mésusage de la forme injectable.

## Effets indésirables
| Système-organe          | Très fréquent                   | Fréquent                   | Rare                                                                           |
| ----------------------- | ------------------------------- | -------------------------- | ------------------------------------------------------------------------------ |
| Psychiatrie             |                                 |                            | excitabilité*, irritabilité*, hallucinations, abus, pharmacodépendance         |
| Système nerveux central | somnolence                      | vertige*                   | convulsion*                                                                    |
| Cœur                    |                                 | tachycardie*, palpitation* |                                                                                |
| Gastro-intestinal       | nausée avec ou sans vomissement | bouche sèche*              |                                                                                |
| Rein                    |                                 | rétention urinaire         |                                                                                |
| Général                 | hyperhidrose*                   |                            | malaise                                                                        |
| Système immunitaire     |                                 |                            | réaction d'hypersensibilité (urticaire, œdème de Quincke, choc anaphylactique) |

Bien que n'ayant jamais été rapportés, d'autres effets atropiniques que ceux décrits sont susceptibles d'être constatés.

## Contre-indications
- Hypersensibilité au néfopam ou à l'un des constituants d'Acupan.
- Enfant de moins de 15 ans (en l'absence d'étude clinique).
- Convulsions ou antécédents de troubles convulsifs.
- Risque de glaucome par fermeture de l'angle.
- Risques de rétention urinaire liés à des troubles urétroprostatiques.

## Interactions médicamenteuses
Il faut faire attention aux effets additifs d'autres molécules, en particulier sur leurs effets dépresseurs du système nerveux central qui peuvent ainsi contribuer à diminuer la vigilance. L'altération de la vigilance peut rendre dangereuse la conduite de véhicules et l'utilisation de machines. 

### Déconseillées
- Alcool : majoration par l'alcool de l'effet sédatif.

### À prendre en compte
- Autres médicaments sédatifs : Il s'agit des dérivés morphiniques (analgésiques, antitussifs et traitements de substitution des morphiniques), des neuroleptiques, des antidépresseurs sédatifs (amitriptyline, doxépine, miansérine, mirtazapine, trimipramine), des barbituriques, des benzodiazépines, des anxiolytiques autres que les benzodiazépines (par exemple le méprobamate), des hypnotiques, des antihistaminiques H1 sédatifs, des antihypertenseurs centraux, du baclofène et du thalidomide.